# Come Back to Me (canção de Vanessa Hudgens)
"Come Back to Me" é uma canção da atriz e cantora estadunidense Vanessa Hudgens, lançada como primeiro single do seu primeiro álbum de estúdio solo, V. A canção foi escrita e produzida por Antonina Armato e Tim James e lançada em 12 de setembro de 2006 através da gravadora Hollywood Records. A música foi construída em torno de uma amostra de "Baby Come Back", da banda norte-americana Player. Por isso, é atribuído também a Peter Beckett e J.C. Crowley os créditos de composição. Musicalmente, "Come Back to Me" é uma canção R&B e pop com uma instrumentação composta por batidas urbanas, cordas e palmas da mão.
A canção obteve críticas, em geral, positivas. Alguns críticos elogiaram a inclusão de trechos da canção da banda Player e consideraram essa uma das melhores canções do álbum. No entanto, foi criticada por ter um som fabricado e superproduzido. A música teve um desempenho moderado nos Estados Unidos, onde alcançou a posição 55 na Billboard Hot 100. Entretanto, teve bom desempenho internacionalmente, alcançando o top 20 em vários países, incluindo a França, a Espanha, a Itália e a Nova Zelândia. Seu videoclipe acompanhante foi dirigido por Chris Applebaum e exibido pela primeira vez no Disney Channel em 25 de agosto de 2006, após a estreia de The Cheetah Girls 2.

## Antecedentes e contexto
"Come Back to Me" foi escrita e produzida por Antonina Armato e Tim James, responsáveis por inúmeros projetos musicais da Disney. Os arranjos foram organizados por Nicky Scappa e Read, e produzidos por este último. Hudgens realiza backing vocals ao lado da cantora e compositora Char Licera. A canção foi mixada por Serban Ghenea em MixStar Studios em Virginia Beach, Virginia e masterizada por Steven Marcussen em Marcussen Mastering em Los Angeles, Califórnia. Musicalmente, "Come Back to Me" é uma canção R&B e pop com uma instrumentação composta por batidas urbanas, cordas e palmas da mão. Foram incluídas na música partes da canção "Baby Come Back", da Player, escrita por J.C. Crowley e Peter Beckett. Em entrevista à revista Time for Kids, a cantora reconheceu a variedade de estilos musicais presente em seu álbum de estreia, e referiu-se a "Come Back to Me" como uma música R&B e pop.
"Come Back to Me" foi lançada como primeiro single de Hudgens em 12 de setembro de 2006 nos Estados Unidos, através de download digital e CD single. Em 10 de outubro do mesmo ano, foi enviada às estações de rádio mainstream norte-americanas. Em 27 de novembro de 2006, o single foi liberado através de download digital na maioria dos países europeus e diferentes versões de CD single foram lançados em países selecionados.

## Recepção da crítica
"Come Back to Me" recebeu críticas mistas e positivas. Bill Lamb, do portal About.com, classificou a canção com três estrelas e meia e elogiou seu som pop e a "personalidade cativante de Hudgens", ao mesmo tempo em que criticou o fato da canção ter sido produzida na "fábrica de canções pop da Disney". Ele completa dizendo que "é improvável que Come Back to Me fique por muito tempo em sua memória, mas também não gera qualquer enjoo após a repetição da canção". Em uma revisão editorial para o site Rhapsody, Nick Cavalieri nomeou a canção como uma das melhores faixas do álbum V.
Kyle Anderson da MTV Newsroom considerou "Come Back to Me" uma canção com "trechos inteligentes e ganchos viciantes". Fraser McAlpine, crítica da BBC Music, classificou a com três estrelas e comentou que a canção soou banal e parecia ter sido uma mistura de muitas outras canções.

## Videoclipe e apresentações ao vivo

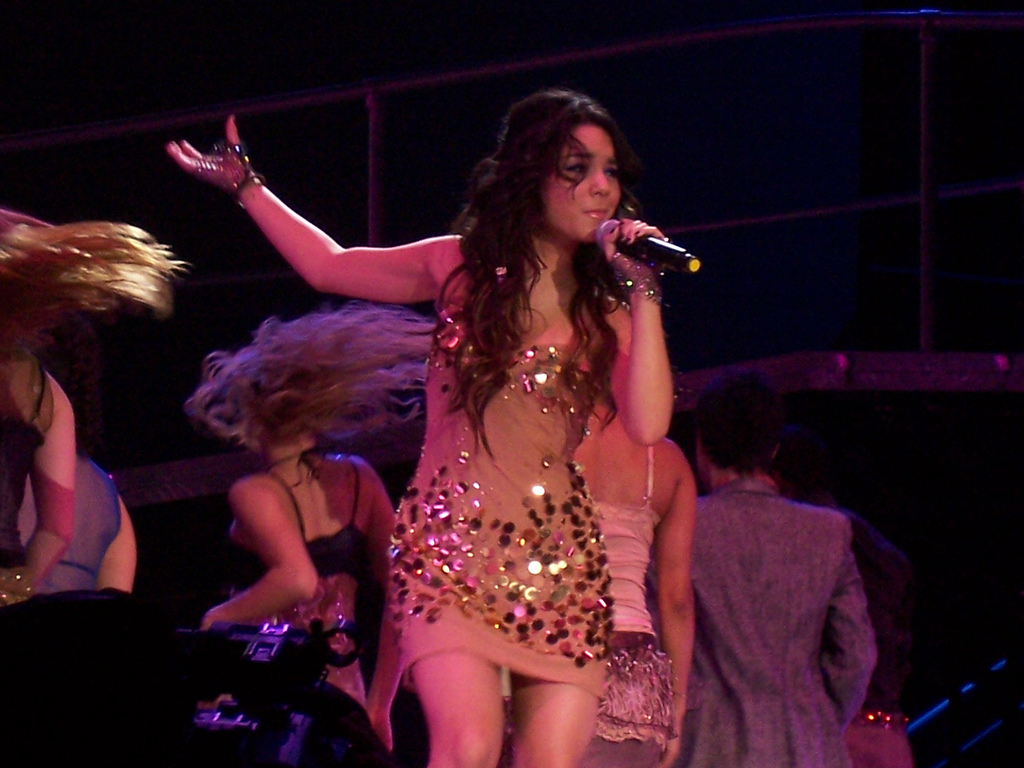
Hudgens performando a canção durante a turnê High School Musical: The Concert.

O videoclipe foi dirigido por Chris Applebaum e estreou no dia 25 de agosto de 2006, no Disney Channel, logo após a estreia do filme The Cheetah Girls 2. No videoclipe, durante a primeira parte, Hudgens aparece andando, se maquiando e dançando em frente a um cenário colorido. Em seguida, em preto e branco, aparece brincando com sua cachorra, com sua irmã Stella Hudgens e sua amiga Alexa Nikolas. Logo após, Hudgens é mostrada dançando em um cenário com lustres que acendem e apagam. Na quarta cena, em preto e branco, aparece Hudgens conversando com alguns amigos e sentada em um banco, até voltar a mais um cenário colorido, encerrando o videoclipe. Bill Goodykoontz, colunista do The Arizona Republic, escreveu que Hudgens mostra-se um pouco madura nesse vídeo e disse que "vê-la dançar e rebolar de alcinhas nem parece a mesma pessoa que interpreta a doce e pequena Gabriella em High School Musical". A versão editada do videoclipe pelo diretor aparece no lançamento físico do single.
Como parte da divulgação da canção, Hudgens cantou "Come Back to Me" em várias ocasiões. A primeira delas foi em 2006, durante suas apresentações como ato de abertura na turnê The Party's Just Begun Tour da banda The Cheetah Girls. Em 28 de setembro do mesmo ano, ela performou a canção durante os programas Good Morning America e Live with Regis & Kelly. Ela também cantou a música durante a turnê High School Musical: The Concert, na qual ela participou ao lado de seus colegas de High School Musical.

## Faixas e formatos
| Download digital 1. "Come Back to Me" – 2:47 Download digital – Remix 1. "Come Back to Me" (Bimbo Jones Radio Edit) – 2:55 CD single dos Estados Unidos 1. "Come Back to Me" (Radio Edit) 2. "Come Back to Me" (No Rap Intro) 3. "Come Back to Me" (Fade Out) 4. "Come Back to Me" (Music Video) CD single da Europa 1. "Come Back to Me" – 2:47 2. "Don't Talk" – 2:35 CD single do Japão 1. "Come Back to Me" (Album Version) – 2:47 2. "Come Back to Me" (Chris Cox Radio Mix) - 4:23 3. "Come Back to Me" (Music Video) – 2:51 | CD single da Austrália e download digital da Nova Zelândia 1. "Come Back to Me" – 2:47 2. "Too Emotional" - 2:51 3. "When There Was Me and You" (Original Version) (From The High School Musical Soundtrack) - 3:00 CD promocional – Remixes 1. "Come Back to Me" (Chris Cox Club Mix) – 9:27 2. "Come Back to Me" (Bimbo Jones Club Mix) – 5:58 3. "Come Back to Me" (Chris Cox Club Edit) – 4:21 4. "Come Back to Me" (Bimbo Jones Dub Mix) – 5:51 5. "Come Back to Me" (Bimbo Jones Radio Edit) – 2:53 6. "Come Back to Me" (Original Version) – 2:47 Maxi single da Alemanha 1. "Come Back to Me" – 2:47 2. "Too Emotional" – 2:51 3. "Come Back to Me" (Photo Gallery) 4. "Come Back to Me" (Director's Cut Video) – 2:45 |

## Créditos
Lista-se abaixo todos os profissionais envolvidos na elaboração de "Come Back to Me", de acordo com o encarte do álbum V.
| - Vocais – Vanessa Hudgens - Composição – Antonina Armato, Tim James, Peter Beckett, J.C. Crowley - Produção – Antonina Armato, Tim James - Produção associada – The Honor Role - Engenharia – Nigel Lundemo, Read | - Vocais de apoio – Char Licera, Vanessa Hudgens - Instrumento de cordas – Read - Arranjo de instrumento de cordas – Nicky Scappa, Read - Programação – Nicky Scappa, Nigel Lundemo |

## Desempenho nas tabelas
Nos Estados Unidos, "Come Back to Me" fez sua estreia na tabela principal Billboard Hot 100 na edição de 30 de Setembro de 2006, na 79ª posição. A música subiu e desceu na tabela por várias semanas antes de atingir sua posição máxima de 55º lugar, na edição de 9 de Dezembro de 2006. "Come Back to Me" permaneceu por dezenove semanas na Hot 100, tornando-se a canção solo de Hudgens com melhor desempenho nos Estados Unidos.
A canção também entrou em outras tabelas componentes da Billboard, atingindo o pico de número 44 na tabela Hot Digital Songs, número 40 no Hot Digital Tracks, número 18 no Mainstream Top 40, número 22 no Pop 100 Airplay, número 28 no Pop 100 e número 63 na Radio Songs. A canção recebeu mais tarde disco de Ouro nos Estados Unidos em 3 de junho de 2024, denotando mais de 500 mil unidades certificadas entre vendas do single e execuções de streaming.
Na Europa, "Come Back to Me" teve um melhor desempenho e chegou à 43ª posição na tabela European Hot 100 Singles. Na França, alcançou a 12ª posição e manteve-se na tabela por um total de 25 semanas. Na Itália, estreou no 8º lugar, que se tornou sua posição máxima, e permaneceu na tabela por duas semanas. A música fez sucesso na Nova Zelândia, onde alcançou a 6ª posição e passou cinco semanas no top 10. No total, apareceu na tabela neozelandesa por 17 semanas. A música também atingiu as posições 17ª na Espanha, 36ª na Austrália, 58ª na Alemanha e 100ª no Reino Unido.
No Brasil, a música foi a 26ª música internacional mais tocada de 2007 nas rádios, com 6.847 execuções, de acordo com a Crowley Broadcast Analysis. Hudgens ainda teve outra música na mesma lista: "Say OK", que ficou na 19ª colocação.

## Tabelas e certificações

### Tabelas semanais
| País e Tabela (2006–2007)                 | Melhor posição |
| ----------------------------------------- | -------------- |
| Alemanha (GfK Entertainment Charts)       | 58             |
| Austrália (ARIA)                          | 36             |
| Canadá (Canada CHR/Top 40)                | 35             |
| Espanha (PROMUSICAE)                      | 17             |
| Estados Unidos (Billboard Hot 100)        | 55             |
| Estados Unidos (Billboard Pop 100)        | 28             |
| Estados Unidos (Billboard Pop Airplay)    | 18             |
| França (SNEP)                             | 12             |
| Itália (FIMI)                             | 8              |
| Nova Zelândia (Recorded Music NZ)         | 6              |
| Reino Unido (UK Singles Chart)            | 100            |
| União Europeia (European Hot 100 Singles) | 43             |

| País e Tabela (2007)                    | Posição |
| --------------------------------------- | ------- |
| Brasil (Top 100 canções internacionais) | 26      |

| Região                                                         | Certificação | Unidades certificadas ou vendas |
| -------------------------------------------------------------- | ------------ | ------------------------------- |
| Estados Unidos (RIAA)                                          | Ouro         | 500,000‡                        |
| ‡ Valores de vendas+streaming baseados apenas na certificação. |              |                                 |

## Histórico de lançamento
| Região                      | Data                   | Formato                    | Gravadora |
| --------------------------- | ---------------------- | -------------------------- | --------- |
| Estados Unidos              | 12 de Setembro de 2006 | CD single download digital | Hollywood |
| Estados Unidos              | 10 de Outubro de 2006  | Rádios mainstream          | Hollywood |
| Nova Zelândia               | 11 de Novembro de 2006 | Download digital           | Universal |
| Europa (exceto Reino Unido) | 27 de Novembro de 2006 | Download digital           | EMI       |
| Alemanha                    | 15 de Dezembro de 2006 | CD single                  | EMI       |
| Reino Unido                 | 18 de Dezembro de 2006 | Download digital           | EMI       |
| França                      | 25 de Dezembro de 2006 | CD single                  | EMI       |
| Reino Unido                 | 15 de Janeiro de 2007  | CD single                  | EMI       |
| Bélgica                     | 22 de Janeiro de 2007  | CD single                  | EMI       |
| Dinamarca                   | 22 de Janeiro de 2007  | CD single                  | EMI       |
| Espanha                     | 22 de Janeiro de 2007  | CD single                  | EMI       |
| Noruega                     | 22 de Janeiro de 2007  | CD single                  | EMI       |
| Suécia                      | 22 de Janeiro de 2007  | CD single                  | EMI       |
| Suíça                       | 26 de Janeiro de 2007  | CD single                  | EMI       |
| Países Baixos               | 28 de Janeiro de 2007  | CD single                  | EMI       |
| Alemanha                    | 2 de Fevereiro de 2007 | Maxi single                | EMI       |
| Austrália                   | 31 de Março de 2007    | CD single download digital | EMI       |